# Spostamento (psicologia)
Nel linguaggio della psicoanalisi, lo spostamento è un processo operato dall'Io il cui scopo è quello di modificare il contesto reale di un ricordo rimosso (eventualmente con modificazioni radicali) per ridurne l'impatto negativo ansiogeno con la coscienza (Io).
Esso ha luogo quando un dato investimento (pulsione) oggettuale viene diretto dalla sua fonte iniziale verso una meta (secondaria) che possa attutire l'ansia generata verso l'oggetto iniziale a cui è diretto l'investimento; questo cambio di direzione, dalla fonte originaria - ansiogena - ad un'altra meta diversa da quella prevista, ha lo scopo di ridurre gli effetti ansiogeni nella meta originaria.